# フィールズ・ライク・ホーム (リンダ・ロンシュタットのアルバム)
『フィールズ・ライク・ホーム』は1995年にリリースされたアメリカのシンガー/ソングライター/プロデューサーのリンダ・ロンシュタットによるスタジオアルバムである。ビルボードのアルバムチャートに12週間登場し、最終的に75位に到達した。このアルバムはリリース時に極めて批判的なレビューを受けたが、ニールセン・サウンドスキャンの調査によれば米国で188,815枚のセールスを記録した。現在、CD、ビニールともに絶版状態だがデジタルデータとしては入手可能である。また、このアルバムから5曲が後に『トリオIII』に収録された。
両面シングルとしてトム・ペティの「孤独の世代」と「ウォーク・オン」がアルバムと同時にリリースされた。「ウォーク・オン」は、（1980年代後半の『トリオ』からのヒットはコンピレーションなので除くと）1983年以降、ソロアーティストとして初めてビルボードカントリーシングルチャートに返り咲くことができた。この曲は以前、マトラカ・バーグが1990年にデビューアルバム『 ライニング・ トゥ・ザ・ムーン』に「ベイビー、ウォーク・オン」として収録したものである。
「ブルー・トレイン」がアダルトコンテンポラリーラジオ局にピックアップされ、同局のヒットチャートで31位に達するとともに、トップ40に10週間連続でチャートインした。タイトルチューンである「フィールズ・ライク・ホーム」は ランディ・ニューマンによる1995年開演のミュージカル「ランディ・ニューマンのファウスト」で用いられるとともに、その後は多数のミュージシャンにカバーされた。

## 反応
| 専門評論家によるレビュー         | 専門評論家によるレビュー |
| レビュー・スコア                 | レビュー・スコア         |
| 出典                             | 評価                     |
| -------------------------------- | ------------------------ |
| オールミュージック               | [ 2 ]                    |
| シカゴ・トリビューン             | [ 3 ]                    |
| エンターテイメント・ウィークリー | A−                       |
| ローリング・ストーン             | [ 5 ]                    |

音楽評論家のホセ・プロミスは自身のオールミュージックでのレビューでこのアルバムを「彼女のカントリー・ロックへの帰還」と呼び、「……最終結果としてはアルバムは最高品質だがすこし地味な仕上がりとなっている。ロンシュタットの歌声は素晴らしく曲も素晴らしいが、このアルバムにはある種の即時性が欠けていて、特に終盤になると漂ってしまう……これは最高品質の音源だが、彼女の以前のポップなパッケージのパンチと、完璧なプロダクションを切望する」と綴っている。

## トラックリスト
| #   | タイトル                                                     | 作詞・作曲                               | 時間 |
| --- | ------------------------------------------------------------ | ---------------------------------------- | ---- |
| 1.  | 「孤独の世代 - The Waiting」                                 | トム・ペティ                             | 3:58 |
| 2.  | 「ウォーク・オン - Walk On」                                 | マトラカ・バーグ、ロニー・サマセット     | 2:58 |
| 3.  | 「ハイ・シエラ - High Sierra」                               | ハーレイ・アレン                         | 4:24 |
| 4.  | 「アフター・ザ・ゴールド・ラッシュ - After the Gold Rush」   | ニール・ヤング                           | 3:33 |
| 5.  | 「ブルー・トレイン - The Blue Train」                        | ジェニファー・キンボール、トム・キンメル | 5:04 |
| 6.  | 「フィールズ・ライク・ホーム - Feels Like Home」             | ランディ・ニューマン                     | 4:50 |
| 7.  | 「ティアドロップス・ウィル・フォール - Teardrops Will Fall」 | エディー・ディーン(Eddie Deane)          | 3:08 |
| 8.  | 「モーニング・ブルース - Morning Blues」                     | トラディショナル                         | 3:57 |
| 9.  | 「ウィメン・クロス・ザ・リヴァー - Women Cross the River」   | ディヴィッド・オルニー                   | 3:33 |
| 10. | 「ラヴァーズ・リターン - Lover's Return」                    | A.P.カーター                             | 4:01 |

## パーソネル
- リンダ・ロンシュタット - ボーカル
- ラリー・アタマヌイク - ドラム
- マイク・オールドリッジ - ドブロ
- ロビー・ブキャナン - キーボード、ハモンドオルガン、ピアノ、シンセサイザーストリングス
- ヴァレリー・カーター - ボーカル
- マーク・カステヴェンス - ギター
- クレイグ・フラー - バックグラウンドボーカル
- エミルー・ハリス - バックグラウンドボーカル
- ジョン・ロンシュタット - バックグラウンド・ボーカル
- ジョン・スターリング - バックグラウンド・ヴォーカル
- ハーブ・ペダーセン - バックグラウンドボーカル
- クレア・リンチ - バックグラウンドボーカル
- ラリー・エプスタイン - ベース
- ボブ・グローブ - ベース
- ジェフ・ネイバー - ベース
- リーランド・スカラー - ベース
- デビッド・グリスマン - マンドリン
- ロイ・M・「ジュニア」ハスキー - ベース
- カール・ジャクソン - ギター、バックグラウンドボーカル
- ブッカー・T・ジョーンズ - ハモンドオルガン
- ベン・キース - ペダルスチールギター
- ジム・ケルトナー - ドラム、パーカッション
- アリソン・クラウス - フィドル
- ラス・カンケル - ドラム
- デビッド・リンドレー - オートハープ
- ディーン・パークス - ギター、マンドリン、ウクレレ
- ロイ・ロジャース - ナショナルスチールギター
- ジェレミー・コーエン - ヴァイオリン
- ジョセフ・エーデルバーグ - ヴァイオリン
- ロナルド・エリクソン - ヴァイオリン
- スチュアート・カニン - ヴァイオリン
- ジェニー・ビファノ - ヴァイオリン
- ジェームズ・シャレンバーガー - ヴァイオリン
- レベッカ・セブリング - ヴィオラ
- キャサリン・ジョンク - ヴィオラ
- ジェームズ・ハーレー - ヴィオラ
- ラリー・グレンジャー - チェロ
- デビッド・カダラウチ - チェロ
- タリア・ムーア - チェロ
- テレッサ・アダムス - チェロ

プロダクション・ノート：
- ジョージ・マッセンバーグ - プロデューサー、エンジニア、ミキシング
- リンダ・ロンシュタット - プロデューサー、ミキシング、アレンジ
- ナサニエル・カンケル - エンジニア
- ショーン・オドワイヤー - アシスタントエンジニア
- ギル・モラレス - アシスタントエンジニア
- ロン・リューター - マスタリング
- ダグ・サックス - マスタリング
- ギャヴィン・ラーセン - マスタリング
- ジョン・コシュ - アートディレクション、デザイン
- ロバート・ブレイクマン - 写真